# Florentino Ameghino (Misiones)

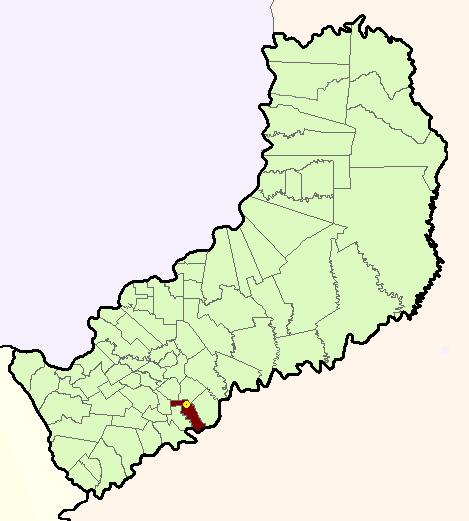
Municipio de Florentino Ameghino en la provincia de Misiones.

Florentino Ameghino es un municipio argentino de la provincia de Misiones, ubicado dentro del departamento San Javier. 
Se halla a una latitud de 27°33′ S y a una longitud de 55°8′ O.
La localidad de Florentino Ameghino se encuentra a una distancia de 119 kilómetros de Posadas, la capital de la provincia. Posee una superficie de 107 km², tiene una población de 1979 habitantes y una densidad de población de 18,48 km² (Elaboración del IPEC sobre los resultados del censo del 2001).
Las Rutas de acceso al municipio son 2: la principal es la ruta pcial N.º 5 que se encuentra asfaltada. La otra posibilidad para acceder al municipio es a través de la ruta provincial 209 actualmente entoscada y buenas condiciones en la mayor parte de su tramo. Otras rutas provinciales que atraviesan al municipio son la 231 que une a Florentino Ameghino con la ruta costera, y la 215 que nace en Gdor López, pasa por el municipio y termina en Panambí.
- Datos: Q2779881
- Multimedia: Florentino Ameghino, Misiones / Q2779881